# Журналистика соучастия
Журналистика соучастия — это направление в журналистике, характеризующееся трансформацией традиционных отношений «журналист-аудитория» в сторону большей гуманизации и демократичности. В рамках данной модели аудитория становится не только потребителем информации, но и ее поставщиком, а также соучастником в решении общих проблем для достижения социально значимого результата.
Журналистика соучастия завоевала прочные позиции в течение последнего десятилетия под влиянием новых медиа, а также взаимодействия СМИ и структур гражданского общества, с развитием технологий благотворительности. На местном уровне журналистика соучастия имеет достаточно крепкие традиции, но темпы развития новых медиа в регионах различны, к тому же уровень доверия к ним со стороны тех, кто принимает решения, крайне низок, чтобы добиться желаемого результата.

## Понятие термина
Термин «журналистика соучастия» сегодня может пониматься в двух аспектах: как способ формирования информационного материала (в этом смысле он является близким к таким направлениям, как гражданская журналистика), и как способ организации взаимодействия журналистского сообщества с аудиторией, в рамках которого реализуются социально значимые проекты.
В первом значении журналистика соучастия – это вид журналистики, предполагающей соучастие читателя, стирание границ между производящим новость и читающим её, на  совместное создание и редактирование новостей. В этом смысле различные виды журналистики соучастия (participatory media) противопоставляются традиционным СМИ (mass media).
Во втором смысле это «журналистика, которая ставит перед собой задачу помогать реальным людям. Здесь главное не тираж, не влияние, а взаимопонимание между журналистом и читателями» . В данном понимании «журналистика соучастия» семантически близка англоязычному термину Civic journalism
Журналистика соучастия на первый план ставит не права журналистов, а их обязанности перед обществом. Другими словами, такая журналистика требует от редакторов и руководителей служб новостей выполнять журналистскую работу так, чтобы она помогала людям преодолевать чувство апатии, бессилия и отчужденности, побуждала их к действию, превращая их из пассивных зрителей в активных участников гражданских акций.
Основными функциями журналистики соучастия, по мнению А.Г. Кучеренко, является «артикуляция мнений, организация диалога, фокусирование и интеграция».

## История появления термина
Термин «журналистика соучастия» был впервые введен в терминологический аппарат российской журналистики ученым И.М. Дзялошинским,который выделяет три типа современной журналистики: журналистику управления, журналистику успеха (журналистику информации, "рыночную" журналистику) и, собственно, журналистику соучастия.
Представители журналистики управления считают, что главная задача СМИ – управлять сознанием и поведением людей. 

Второй тип, журналистику успеха, можно выделить в ситуациях, когда журналист считает своей главной задачей не управлять сознанием людей, а успешно продавать информацию. Это рыночная журналистика, журналистика информационных услуг, которая четко фиксирована на том, что она дает только то, что нужно определенному типу аудитории. 

Третий тип журналистики – журналистика соучастия, ставит перед собой задачу помогать реальным людям. Здесь главное не тираж, не влияние, а взаимопонимание журналиста со своим народом, своими читателями.
Как полагает Дзялошинский И.М., участие граждан может осуществляться несколькими способами:
- Обсуждение. Иногда требуется именно "выплеснуть " общественное мнение. Можно просто цитировать читателей в газете; можно также организовать совещательные городсрумы по тем или иным проблемам.
- Вовлечение. Другие проекты гражданской журналистики приглашают к более активному участию и часто предлагают конкретный график потенциальным добровольцам. Возможности для добровольцев варьируются от обучения детей-инвалидов до оплаты парковых фонарей в бедных районах.
- Организация. Высший уровень общественного самосознания - объединения граждан с целью изучения того или иного вопроса или осуществления проекта. Подобные проекты гораздо сложнее создавать и поддерживать, но они, при условии эффективной организации, дают более конкретные результаты.

## Критика термина
Значительное число современных исследователей в своих публикациях используют термины "гражданская журналистика" и «журналистика соучастия» как синонимы, отказывая последнему в самостоятельности. В пользу употребления единого термина «гражданская журналистика» приводятся доводы о его интернациональности (что способствует усилению конвенциальности ученых всего мира).
Сам И.М. Дзялошинский выступает против приравнивания данных терминов. По его мнению "прямое использование понятия «гражданская журналистика» применительно к российским реалиям представляется не совсем корректным. 

 В российском сознании слово «гражданин»  имеет несколько иной, нежели в американской ментальности, смысл. Гражданин у нас – это не обыватель. Это вместилище общественных добродетелей. И словосочетание «гражданская журналистика» в профессиональном сознании сразу вызывает нехорошие ассоциации с «партийной печатью». 
Вместо этого  для обозначения феномена гражданской журналистики И. М. Дзялошинский предлагает использовать термин "гражданские коммуникации", поскольку "активное участие аудитории в процессе поиска, анализа и распространения информации, по мнению исследователя, способствует формированию целостной системы, «включающей в себя помимо профессиональной журналистики многообразные информационно-коммуникационные комплексы полупрофессионального и самодеятельного характера".

## Примеры в России
Сегодня существует ряд изданий, где часть материалов пишет редакция, состоящая из профессиональных журналистов, а часть публикаций принадлежит пользователям. В России пользовательский контент составляет значительную часть материалов таких ресурсов, как электронное периодическое издание «Ридус», интернет-издание «Частный Корреспондент» и другие. 

Еще одним ярким примером является новостная мультимедийная служба LIFE, включающая в себя новостной интернет-портал, радио и круглосуточный новостной телеканал. Life покупает свидетельства очевидцев, присланные через специальное мобильное приложение на адрес сайта, а также предлагает выполнять редакционное задание за денежное вознаграждение. 

Только пользовательский контент публикует редакция интернет-проекта «Мобильный репортер».
Интернет-СМИ, а также многие онлайн-версии печатных изданий не только используют пользовательский контент, но и предоставляют свободную площадку для публикаций – блогохостинг. Так, например, на сайтах газеты «Московский комсомолец» и радиостанции «Эхо Москвы» ведут блоги не только профессиональные журналисты, но и деятели искусства, политики и общественные активисты.

## Проекты, реализующие принципы журналистики соучастия
- В 2001-2002 году АНО «Интерньюс» и Агентство «Социальные Инвестиции» реализовали проект, направленный на создание «социальных партнерств» между региональными телекомпаниями, некоммерческими организациями, бизнесом и органами власти.[10]
- Проект «Российская пресса: в повестке дня социальное сиротство», реализованные в Новгородской и Томской областях в 2002 году. В рамках данного проекта были проведены семинары-тренинги для редакторов и журналистов печатных изданий, которых волнует ситуация с детьми-сиротами.[11]
- В 2004 году Центр общественного телевидения (Великий Новгород) приступил к реализации Проекта «Гражданская журналистика - социальная ответственность СМИ». Цель проекта - познакомить журналистов с принципами и методами гражданской журналистики как альтернативного вида профессиональной деятельности. Основной механизм реализации проекта заключался в подготовке и проведении цикла учебных семинаров для журналистов электронных и печатных СМИ.[11]
- В 2005-м году стартовал проект «Гражданская журналистика в поддержку независимости СМИ и демократии». Основные задачи проекта: продвижение идей гражданской журналистики, аккумуляция идей, стратегий и технологий проектов, объединение журналистов и представителей НКО, заинтересованных в развитии гражданской журналистики в России, сбор и публикация информации o проектах, информирование профессионального сообщества и заинтересованных граждан об успешных экспериментах в области гражданской журналистики, обмен опытом.[11]
- Северная школа гражданской журналистики. Данный проект был открыт в феврале 2005 года при поддержке фонда NED (США). Школа проводится в форме весеннего (апрель) и осеннего (октябрь) лагерей. В течение трех дней участники проекта знакомились с теорией и отрабатывали на практике методы социального проектирования и проведения информационных кампаний, технологию производства качественных новостей, принципы построения коалиций и работы в команде.[11]